# Симеон Днипровски
Симеон (светско име Зинкевич Олег Анатолийович; 5 май 1979, Санкт-Петербург) е архиерей на Православната църква на Украйна (до 15 декември 2018 – Украинска православна църква Киевски патриархат), митрополит Днипровски и Сичеславски. Член на Синода на ПЦУ.

## Биография
Завършва Волинската духовна семинария и Киевската православна теологична академия. През 2007 г. е подстриган за монах. От 20 септември 2009 г. е секретар на УПЦ (Киевска Патриаршия).

### Епископско служение в УПЦ (КП)
На 21 октомври 2009 г. е избран за епископ Днипропетровски и Павлоградски.
От 13 декември 2011 г., след обединяването на Криворижката и Днипропетровската епархии на УПЦ (КП), носи титула „Днипропетровски и Криворижки“.
От 27 юли 2016 г. след преименуването на град Днипропетровск в Днипро владика Симеон се нарича „Днипровски и Криворижки“.
След като заема катедрата в град Днипро той е подложен на агресия от страна на шовинистични привърженици на Руската православна църква.
На 4 февруари 2012 г. е награден с Ордена на Свети Равноапостолен княз Владимир Велики ІІІ степен.

### Революцията на достойнството и заплаха от окупация на Днипровската епархия от Руската федерация
На 1 март 2014 г. в Днипропетровск на площада „Героите на Майдана“ по инициатива на владика Симеон е отслужена панихида по загиналите на Киевския Майдан.
По време на метежите в Днипро през март 2014 г. Симеон Зинкевич призова да бъде съхранена лоялността към Украйна и предлага на представителите на различни религиозни общности да се обединят за обща съпротива срещу руските диверсанти. Установява тясно сътрудничество с лидера на еврейската общност в Днипро Шмуел Каминецки, с общността на Арменската църква и духовното управление на мюсюлманите. Той става един от гарантите на междуконфесионалния мир в града и региона.
През лятото на 2014 г. епископ Симеон участва активно в организирането на капеланска служба във Въоръжените сили на Украйна и набирането на доброволна помощ за украинските военнослужещи в условията на руска агресия срещу Крим и източна Украйна.
На 5 – 9 март 2018 г. в Днипро се провежда Всеукраински конгрес на капеланите на Поместната православна църква под ръководството на епископ Симеон.

### Обединителен Събор и служение в ПЦУ
На 15 декември 2018 г. заедно с архиереите на УПЦ (КП) участва в Обединителния Събор Архив на оригинала от 2022-02-14 в Wayback Machine. в храма „Св. София“.
На 6 януари 2019 г. заедно с архиерейската делегация на Обединителния Събор участва в церемонията по връчването на Томос за предоставянето на автокефалия на Православната църква на Украйна.
На 5 февруари 2019 г. митрополит Киевски и на цяла Украйна Епифаний включва владика Симеон в състава на Светия Синод на ПЦУ.
Към ноември 2019 г. в Днепропетровска област има над 200 енории на ПЦУ и има в щата си почти 300 клирици, които служат в Днипровската епархия на ПЦУ. Днипровско-Криворижката епархия на ПЦУ се развива най-динамично през последните 10 години, по време на епископското служение на Симеон Зинкевич.